# Мюккельн
Мюккельн (нім. Mückeln) — громада в Німеччині, розташована в землі Рейнланд-Пфальц. Входить до складу району Вульканайфель. Складова частина об'єднання громад Даун.
Площа — 4,73 км2. Населення становить 233 ос. (станом на 31 грудня 2020). Офіційний код - 07 2 33 046.

## Географія
Мюккельн лежить на півдні Вулканейфеля, частини Ейфеля, відомої своєю вулканічною історією, географічними та геологічними особливостями і навіть постійною діяльністю сьогодні, включаючи гази, які іноді надходять із землі. Муніципалітет межує з районом Бернкастель-Віттліх.

## Історія
У 1336 році Мюккельн вперше згадує документально у зв'язку з продажем клаптика землі. Село було повністю зруйноване у 1678 році французькими військами. З 1794 року його знову зайняли французи, а в 1815 році він перейшов до Прусського королівства. У 1944 році отцю Майклу Демуту вдалося запобігти подальшому руйнуванню села, переконавши солдатів з німецької зенітної установки, здатися. З 1947 року Мюккельн входить до складу нещодавно заснованої землі Рейнланд-Пфальц. У 1974 році Мюккельн посів четверте місце на національному рівні у конкурсі Unser Dorf soll schöner werden («Наше село має стати милішим»).